# Stazione di Boschi Sant'Anna
La stazione di Boschi Sant'Anna è una fermata ferroviaria della linea Mantova-Monselice, situata nel comune di Boschi Sant'Anna, in provincia di Verona.
L'impianto è gestito da Rete Ferroviaria Italiana.

## Storia
La stazione di Boschi Sant'Anna venne attivata il 31 dicembre 1886 come parte della tratta da Legnago a Montagnana della linea Mantova-Monselice.
Successivamente venne trasformata in ferroviaria.

## Movimento
Il servizio viaggiatori è effettuato da Trenitalia.